# 2010-ih
3. tisućljeće
◄ | 20. stoljeće | 21. stoljeće | 22. stoljeće | ►
◄ | 1980-ih | 1990-ih | 2000-ih | 2010-ih | 2020-ih | 2030-ih | 2040-ih | ►
2010. | 2011. | 2012. | 2013. | 2014. | 2015. | 2016. | 2017. | 2018. | 2019.

## Događaji i trendovi
- XXI. Zimske olimpijske igre – Vancouver 2010.
- Širi se val prosvjeda u arapskom svijetu.
- Rat u Libiji (2011.) - rušenje režima Muammara Gaddafija
- Građanski rat u Siriji (2011. - ?) -
- XXX. Olimpijske igre – London 2012.

## Svjetska politika
- Nastala država Južni Sudan
- Umire sjevernokorejski vođa Jong-il Kim, nasljeđuje ga sin Kim Jong-un.
- Vladimir Putin nasljeđuje Dmitrija Medvjedjeva na položaju predsjednika Rusije, 2012. godine.
- 6. studenoga 2012. američki predsjednik Barack Obama osvaja i drugi mandat.
- 28. veljače 2013. abdicira papa Benedikt XVI.
- 5. ožujka 2013. umire venezuelanski predsjednik Hugo Chavez.

## Hrvatska
- Hrvatski parlamentarni izbori 2011. - Kukuriku koalicija pobjeđuje HDZ i osvaja većinu u Saboru.
- 2012. - oslobođeni generali Ante Gotovina i Mladen Markač.